# Lope Fernández Pacheco (f. 1349)
Lope Fernández Pacheco o bien en portugués Lopo Fernandes Pacheco (m.  22 de diciembre de 1349), VII señor de Ferreira de Aves, fue el primer ricohombre de su linaje en el Reino de Portugal. Vivió durante el reinado de Alfonso IV de Portugal de quien fue su valido y fiel vasallo.

## Origen familiar y primeros años
Con Lope Fernández Pacheco, señor de Ferreira de Aves, su linaje inició su trayectoria ascendente en el reino en un proceso en el cual la nobleza inferior fue desplazando a los antiguos linajes.
Sus padres fueron Juan Fernández Pacheco, VI señor de Ferreira de Aves, —hijo de Fernando Rodríguez Pacheco, el primero en utilizar el apellido Pacheco, y de Constanza Alfonso—, y Estefanía López de Paiva, hija de Lope Rodríguez de Paiva y de Teresa Martins Xira. Su familia poseía bienes en diferentes partes del reino aunque la zona de mayor influencia era Beira en el norte del país en donde tendría el señorío de Ferreira de Aves.

## Cargos en la Corte de Portugal
Gran favorito del monarca, fue tal vez uno de los más importantes personajes durante el reinado del rey Alfonso IV, llamado «el Bravo». Desempeñó varios cargos en el reino como el de merino mayor en 1329, mayordomo mayor del infante Pedro, futuro rey Pedro I de Portugal, y miembro del consejo del rey.
También fue mayordomo mayor desde 1334 hasta 1336 y chanciller de la reina Beatriz de Castilla en 1349, la esposa del rey Alfonso IV, y en 1327 fue el testamentario de la reina Isabel, esposa del rey Dionisio. El rey Alfonso le encomendó la educación de sus hijos, los infantes Pedro y Leonor, futura reina de Aragón por su matrimonio con el rey Pedro IV.
En 1317 ya aparece con el infante Alfonso y en 1318 fue uno de los testigos cuando el infante dotó el monasterio de San Dionisio en Odivelas.  En el conflicto de 1319-1324, fue partidario del infante y apoyó sus pretensiones y estuvo con él en 1322 cuando se firmaron las paces en Pombar.

## Embajador a Roma, Castilla y Aragón
El rey le encargó varias misiones como embajador a la Santa Sede así como a los reinos de Castilla y de Aragón. En 1328, fue uno de los cuarenta nobles que quedaron como rehenes para responder por las alcaldías de los castillos como parte del tratado entre Alfonso IV y Alfonso XI de Castilla, cuando ratificaron el tratado de Ágreda que había sido firmado en 1304.
Participó en las huestes portuguesas, acompañado de sus numerosos escuderos, en la batalla del Salado el 30 de octubre de 1340 con el rey lusitano que acudió en apoyo del monarca castellano.

## Señor de Ferreira de Aves por donación regia
Debido a su presencia constante en la corte, la mayoría de sus bienes y tierras, compradas o donadas, se encontraban a lo largo del curso del Tajo, en la región de Santarém, «la segunda localidad más importante de los itinerarios regios», así como en las inmediaciones de Lisboa y sus términos. El rey Alfonso IV le donó el señorío de Ferreira de Aves, de donde era natural, por los servicios prestados a la familia real y por haber criado a dos de los infantes, «y fue alzado por el rey Alfonso IV de su condición natural de caballero a la categoría de ricohombre, así como su hijo Diego López Pacheco».

## Sepultura

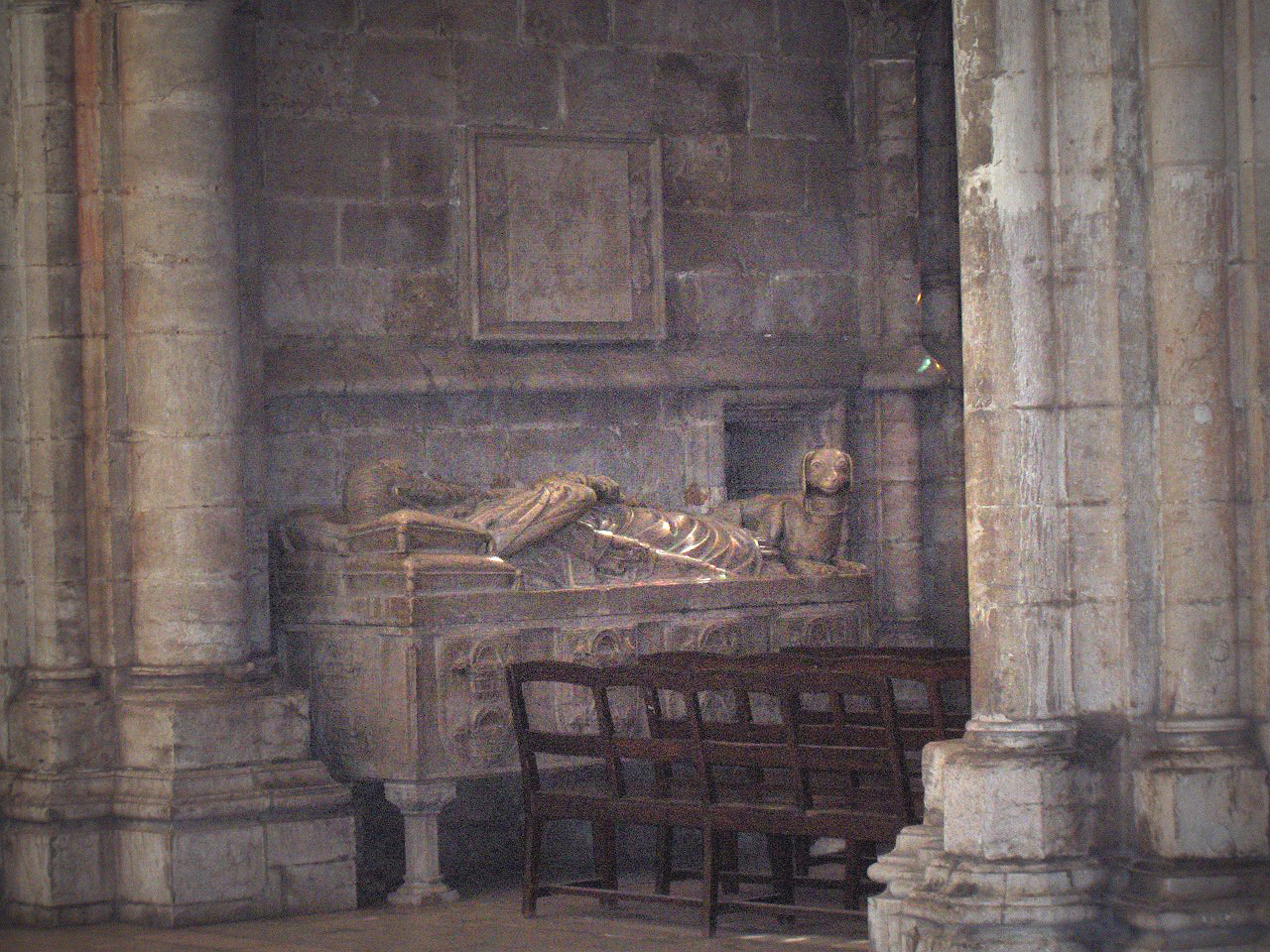
Sepultura de Lope Fernández Pacheco en la Sé de Lisboa

Eligió para su entierro la Catedral de Lisboa, el lugar también donde recibió sepultura Alfonso IV. El sarcófago, uno de los más bellos en la catedral y fabricado por un taller de escultores lisboetas en el siglo XIV, se encuentra el la capilla de San Cosme y San Damián. El rey Alfonso IV mandó colocar una lápida en la pared coronando el monumento funerario con una inscripción que registra sus hechos más relevantes:

AQ(u)IAZ LOPO FERNAnDEZ PACHECO SENHOR DE / FER(r)EIRA E MOORDOMO MOOR DOMI(n)FANTe DOM PEDRO E CHANCELER DA RAINHA DONA BEATRIZ O QUAL FOI MERCEE E FEITVRA DELREI DOM AFONSO O QUARTO E FOI CoN EL NA LIDE Que (h)OUVE COM ELREI D/EM GRA(n)ADA HU ESTE REI FOI FAZER AIUDA A ELREI DOM AFONSO DE CASTELA QUANDO ELREI DE BENAMARIM IAZIA SOBRE TARIFA NA ERA DE MIL E CCC E LXX E VIII ANOS AO QuaL LOPO FERNANDES FOI EN AUINHON DADA COn GRAnDE HOnRA PeLO PAPA BENEDITO HUmA ROSA DOURO QUE ELE COn GRAnDE HOnRA POS EN ESTA SEE TANTO Que DALO CHEGOU OQUAL FOI CASADO CON DONA MARIA FILHA DE DOM RUI GIL DE UILALOBOS E DE DONA TAREIIA SANCHEZ Q FOI FILHA DELREI DOM SANCHO DE CASTELA E FOI EN TERRA/DO EN ESTE MOIIMENTO XX E NOUE DIAS DE DEZENBRO DA ERA DE MIL CCC E LXXX E SETE ANOS.

## Matrimonios y descendencia
Lope Fernández Pacheco contrajo dos matrimonios. Su primera esposa fue María Gómez Taveira, hija de Gómez Lourenço Taveira y de Catarina Martins: Ambos aparecen juntos en 1331 cuando Lope autorizó al obispo de Viseu a reformar la colegiata de San Andrés en Ferreira de Aves. De este matrimonio nacieron:
- Diego López Pacheco (m. 1393),[21] señor de Ferreira de Aves y uno de los implicados en el asesinato de Inés de Castro, la razón que le llevó a huir de su país cuando Pedro I de Portugal subió al trono y exiliarse primero en Francia y después en Castilla donde fue protegido por Enrique de Trastámara.[22] Su esposa fue Joana Vasques Pereira,[21] hija de Vasco Pereira y de Inês Lourenço da Cunha.[23]
- Violante López Pacheco, casada en dos ocasiones; la primera con Martín Vázquez de Acuña, señor de Tábua, y la segunda con Diego Alfonso de Sousa,[24] señor de Mafra, Ericeira y de Enxara dos Cavaleiros. Con descendencia de ambos matrimonios.

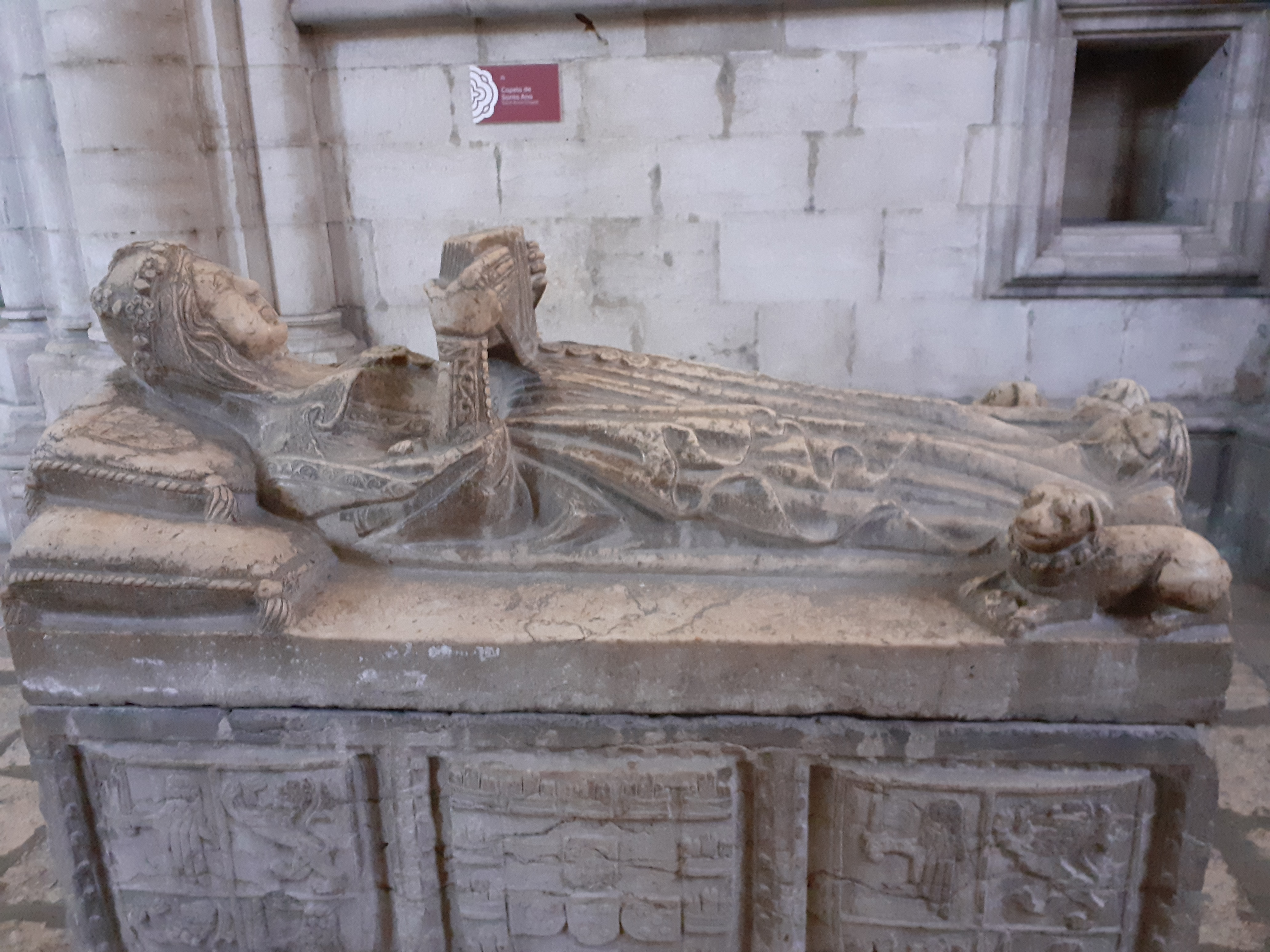
Sepulcro de María Rodríguez de Villalobos en la capilla de san Cosme, Sé de Lisboa

Antes de 1345 había casado en segundas nupcias en Évora con María Rodríguez de Villalobos, fallecida alrededor de 1367 y sepultada en la capilla de San Cosme y Damián en la catedral de Lisboa, hija del ricohombre leonés Ruy Gil de Villalobos (m. 1307) y de Teresa Sánchez, hija bastarda del rey Sancho IV de Castilla y, posiblemente, de María de Meneses, señora de Ucero, y viuda de  Juan Alfonso Téllez de Meneses, I conde de Barcelos. María Rodríguez de Villalobos fue testamentaria de su sobrino Juan Alfonso de Alburquerque. Los hijos de este matrimonio fueron:
- Guiomar López Pacheco  (m. después de 1404) casada con Juan Alfonso Tello, IV conde de Barcelos y I de Ourém.[1][11]
- Isabel Fernández Pacheco, también llamada Isabel de Ferreira,  esposa de Alfonso Pérez de Guzmán, primer señor de Gibraleón y de Olvera. Fueron los padres de Álvar Pérez de Guzmán, adelantado mayor de Castilla, alguacil mayor de Sevilla, y señor de Gibraleón y de Palos.[31]
- María López de Villalobos que se unió en matrimonio con Juan García de Saavedra, caballero de la Orden de la Banda desde 1330, padres de Fernán Yáñez de Saavedra casado con Violante Pérez de Castro.[32]